# Freycinetia daymanensis
Freycinetia daymanensis là một loài thực vật có hoa trong họ Dứa dại. Loài này được Huynh mô tả khoa học đầu tiên năm 2003.